# The Prismatic World Tour
The Prismatic World Tour foi a terceira turnê mundial da artista musical estadunidense Katy Perry, em suporte de seu terceiro álbum de estúdio Prism (2013). O evento foi anunciado em 18 de novembro de 2013 através da divulgação de um pôster promocional que revelava as primeiras datas da etapa britânica da digressão. Katy rodou o mundo todo até o outono boreal de 2015 em função da excursão. Esta foi a segunda turnê da cantora a passar pelo Brasil em setembro de 2015, durante o Rock in Rio VI e também por São Paulo e Curitiba. 

## Antecedentes
Perry deu os primeiros detalhes da turnê durante um jogo de perguntas e respostas feito com seus fãs no seu pré-concerto do evento beneficente We Can Survive, ocorrido no Hollywood Bowl em outubro de 2011. No evento, ela convidou seus admiradores a irem à sua turnê em 2014, destacando que será "mágica". Durante o seu ensaio fotográfico para a edição de 8 de novembro de 2013 da revista Entertainment Weekly, a cantora revelou mais informações a respeito da excursão, comentando: "A turnê será fantástica. Eu sempre tento alcançar um nível mais alto. Acho que as pessoas terão ideia de como serão os shows quando escutarem as músicas." Ela também ressaltou que estaria "muito próxima" do público no decorrer dos espetáculos. Nos MTV Europe Music Awards de 2013, a cantora disse que esta digressão seria "menos cartunesca" que a California Dreams (2011-12) e que também seria uma "deleite para os olhos".

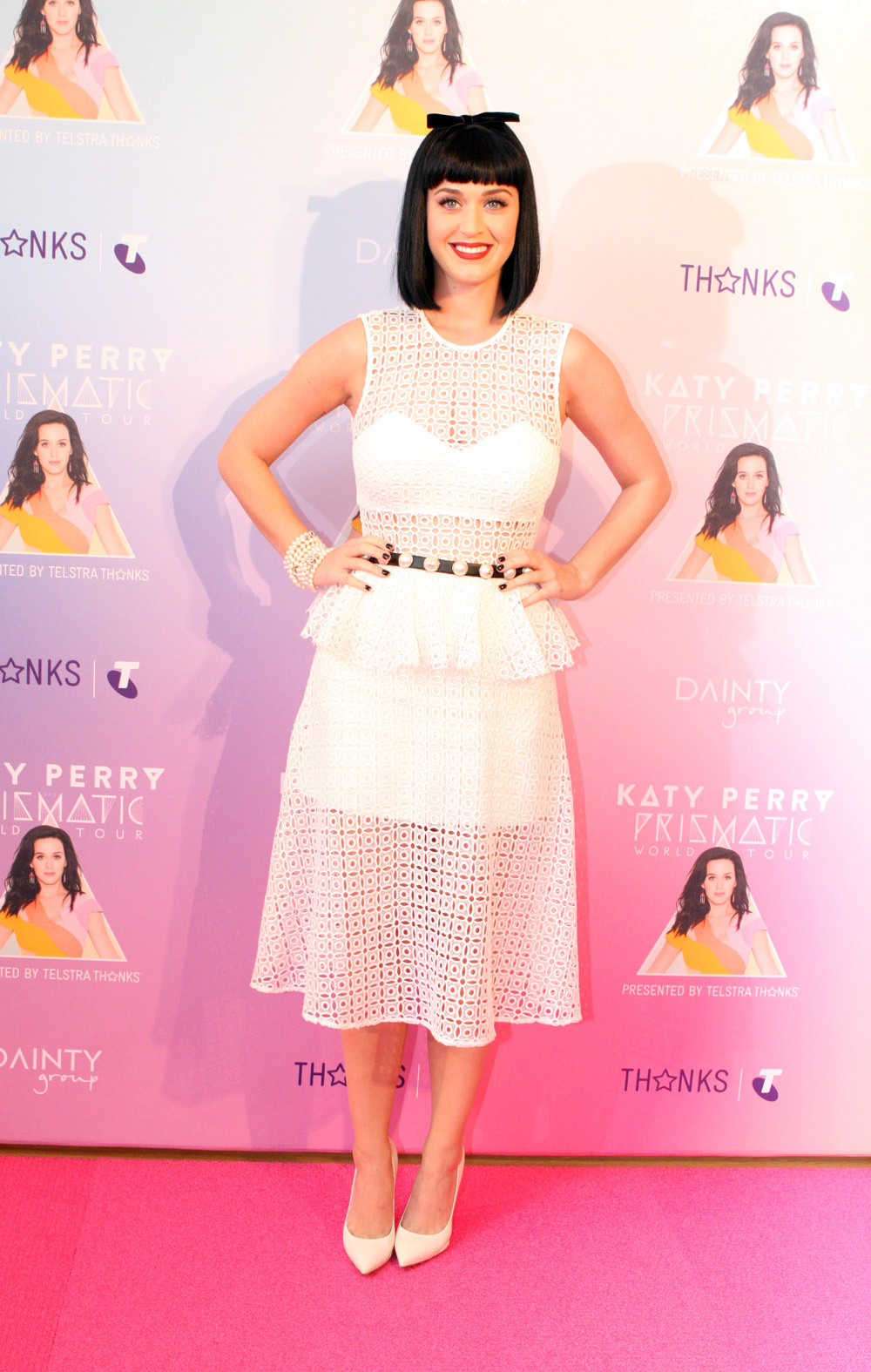
Katy durante divulgação da turnê na Austrália.

A turnê foi anunciada por Perry via Twitter, em 18 de novembro de 2013, através da divulgação de um pôster promocional. A imagem informava as onze primeiras datas para a Irlanda do Norte, Escócia e Inglaterra, enquanto a dupla sueca Icona Pop era revelada como o ato de abertura. Devido à alta procura e esgotamento dos ingressos horas após a sua disponibilização, foram acrescentadas uma data extra em cada país. De acordo com o comunicado de imprensa oficial, a excursão é projetada para ser um "espetáculo multifacetado" e incluirá uma plataforma ao redor do palco chamada "The Reflection Section" que permitirá que a artista a fique "mais próxima do que nunca de seus fãs"

## Concerto Sinopse

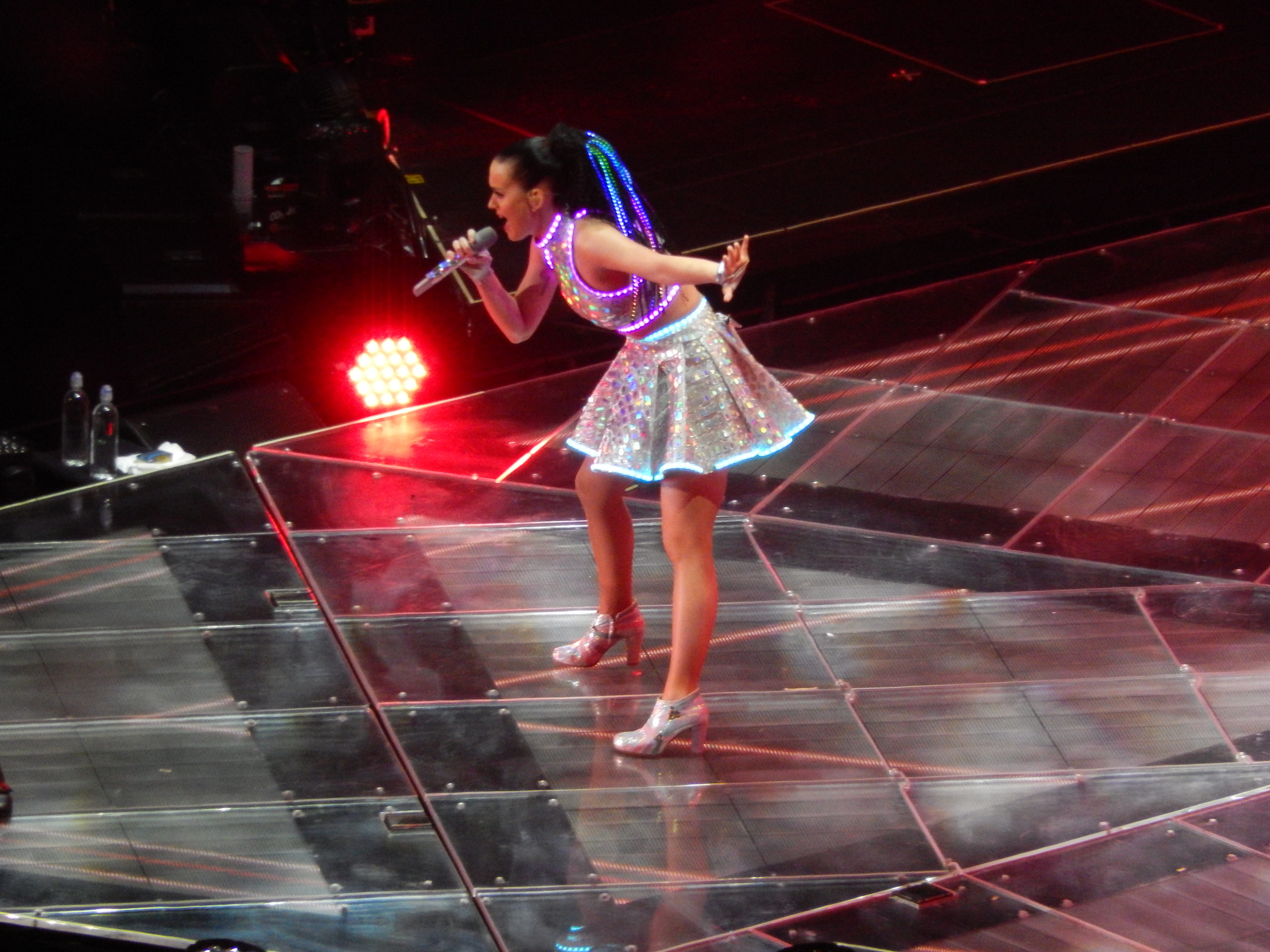
Perry durante ato Prismatic

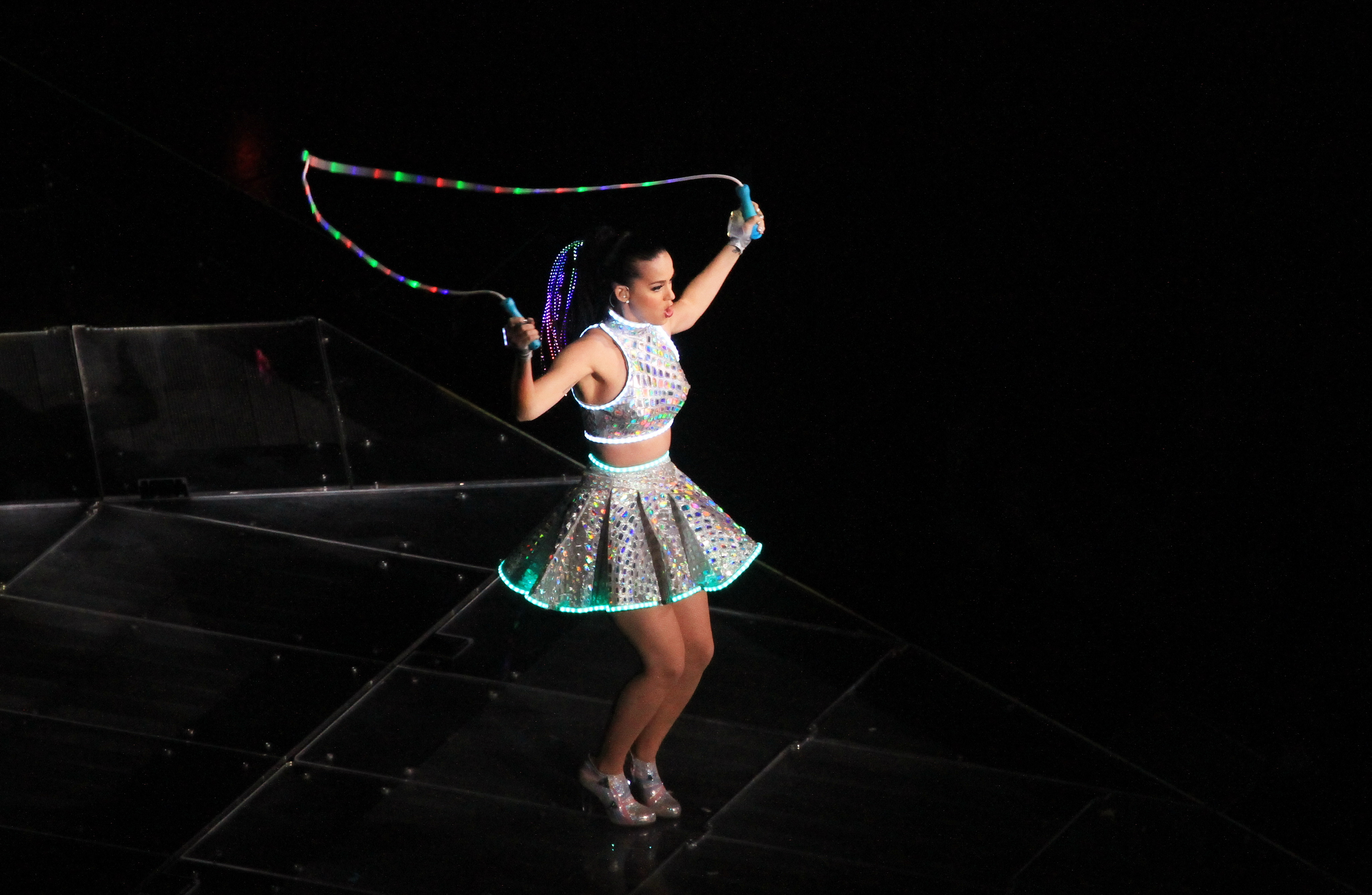
Katy pulando corda durante Roar.

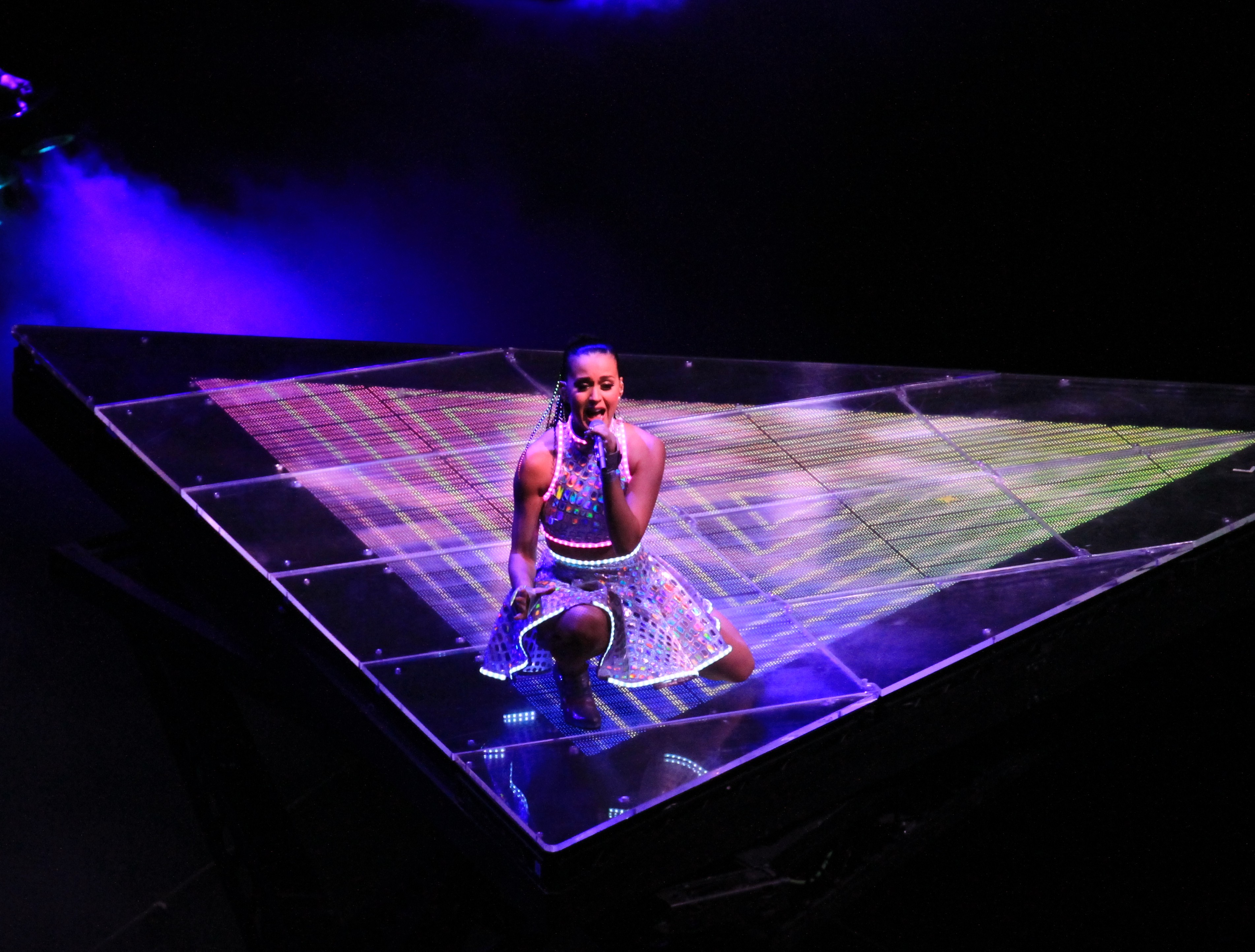
Katy performando Wide Awake.

O show começa com dançarinos vestidos de néon emergente no palco. Uma área do palco move-se para formar uma pirâmide, do qual Perry sai para cantar "Roar", vestindo uma saia de couro espelhado e top de cultura com luzes de néon tecidas pelas costuras. Perto do fim da canção, ela e os dançarinos pulam sobre cordas de luz neon, enquanto as luzes ao redor dos locais do show são apagadas. "Part of Me" é a próxima faixa a ser cantada. Seguindo Part of Me, uma versão dubstep de "Wide Awake", durante o qual uma Perry sobe em uma seção triangular que sobe do palco e gira no ar. Ela então executa "This Moment", que apresenta lasers multicoloridos projetados pelo palco. This Moment logo se transforma na performance elétrica e interativa de "Love Me", depois seguido por Perry saindo do palco. Após um interlúdio de um vídeo mostrando o rosto de Perry criado a partir das estrelas e dos planetas no espaço, ela aparece no palco em cima de um cavalo mecânico. Durante este ato do show, ela usa um vestido com tema egípcio, concluída com um collant bordado à mão, um colar também feito a mão e uma saia roxa e ouro ornamentado. Perry executa "Dark Horse", antes de passar para" ET ". Uma estrutura em forma de diamante grande desce do teto para levantar a cantora no ar. "Legendary Lovers" é então realizada, seguido de" I Kissed a Girl ", que apresenta os dançarinos vestidos como as múmias pintadas nos quadros de Peter Paul Rubens. Eles seguem Perry ao redor do palco e depois que ela sai, as múmias prosseguem com sua própria dança, enquanto os guitarristas são suspensos, com efeitos pirotécnicos saindo de suas guitarras.

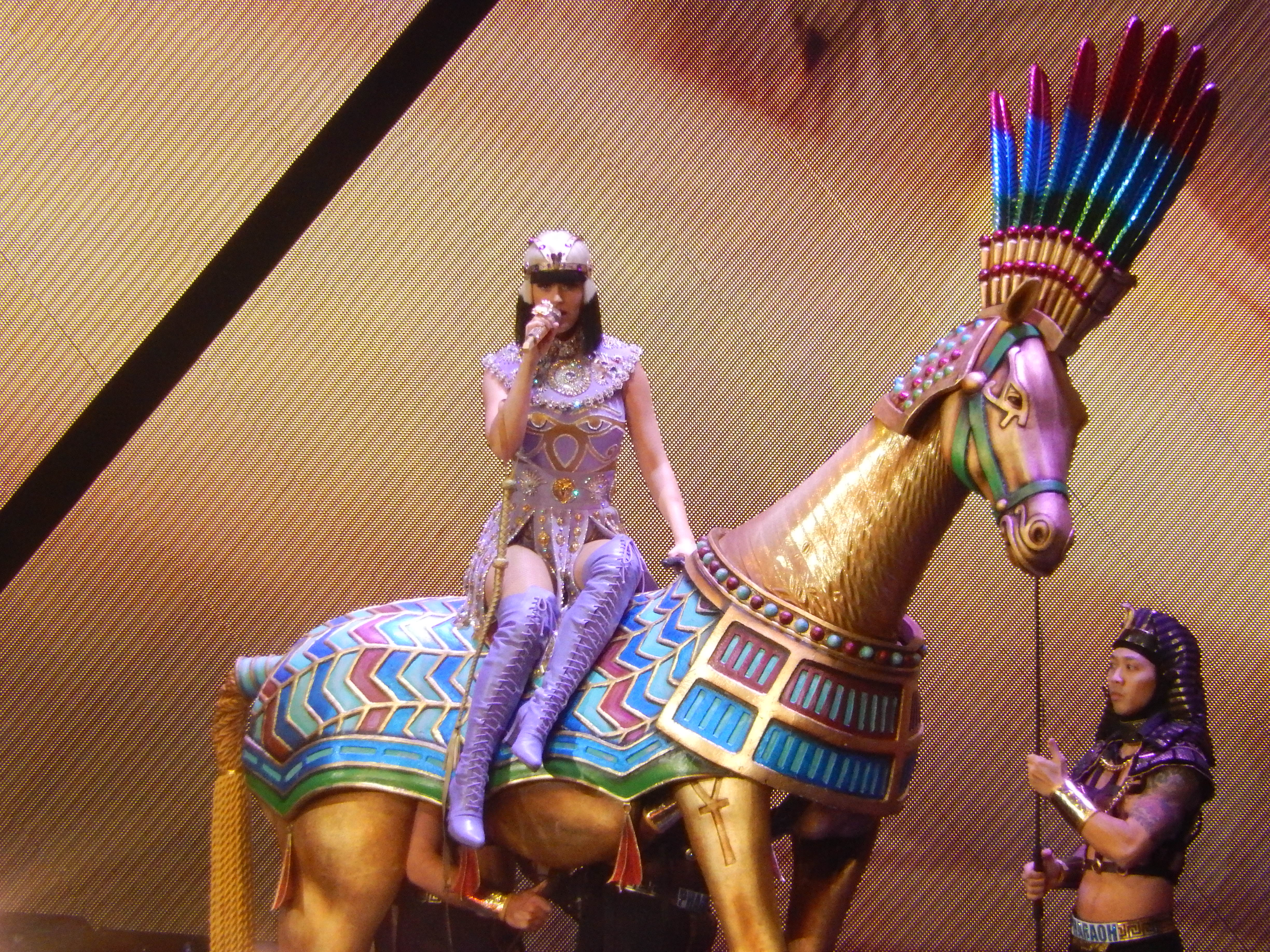
Perry emerging atop a horse, carried below by her dancers, to sing "Dark Horse"

Um interlúdio de vídeo mostra um gato ser transportado das Pirâmides de Gizé para "Kittywood". Perry surge em cima de uma grande bola de lã vestindo um macacão, acompanhada por seus dançarinos vestindo trajes gato semelhantes. Um versão jazz de "Hot n Cold "é então realizada, antes de Perry começa a cantar "International Smile"; ao final da música Perry e seu dançarinos realizam uma pequena performance de "Vogue", de Madonna. Os bailarinos promulgam uma pequena cena em que os gatos perseguem um rato.

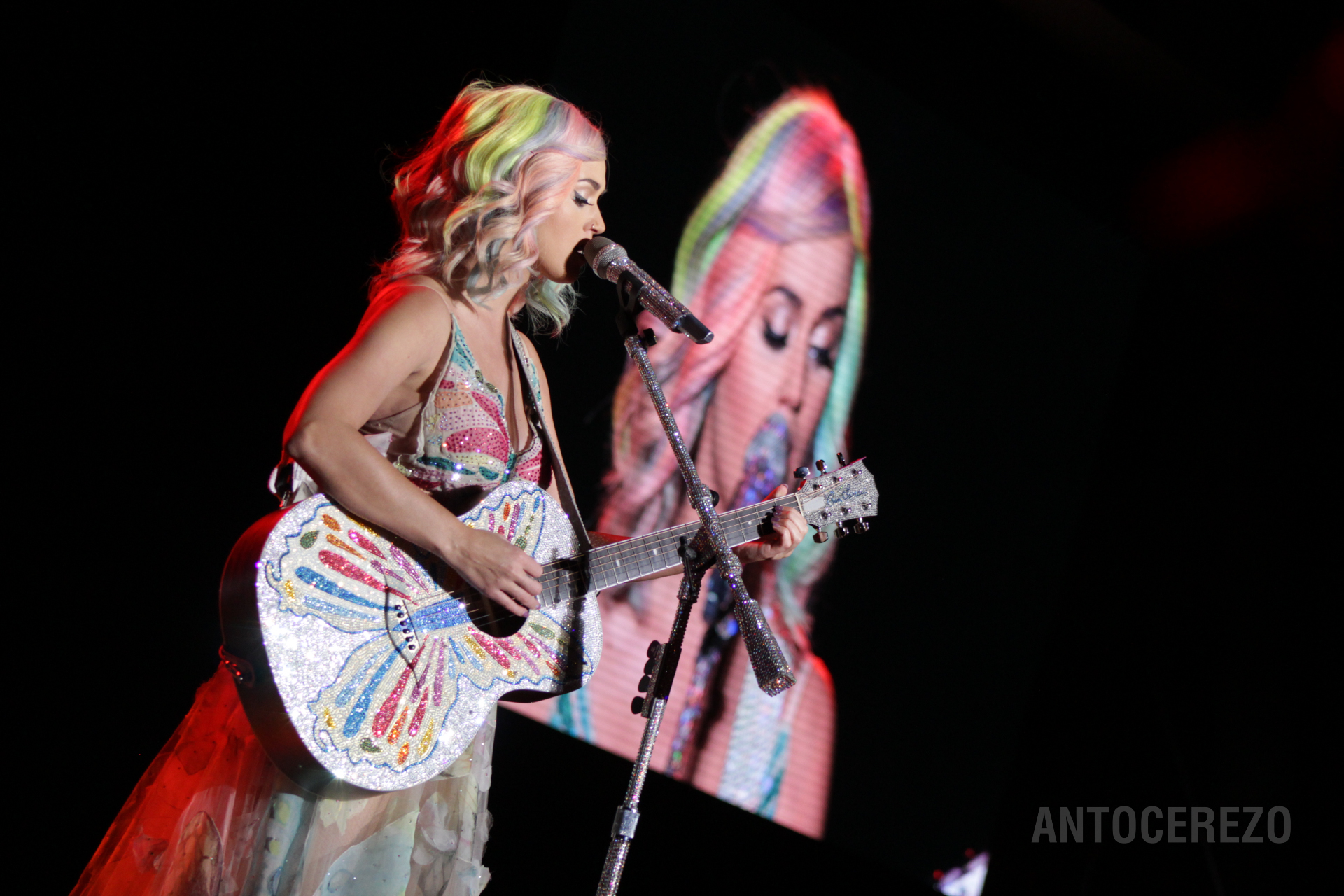
Perry durante bloco acústico.

Perry reentra, usando um vestido de borboleta-temático e capa e executa várias músicas acusticamente, incluindo "By the Grace of God", um mash-up de "The One That Got Away" e "Thinking of You", e "Unconditionally".

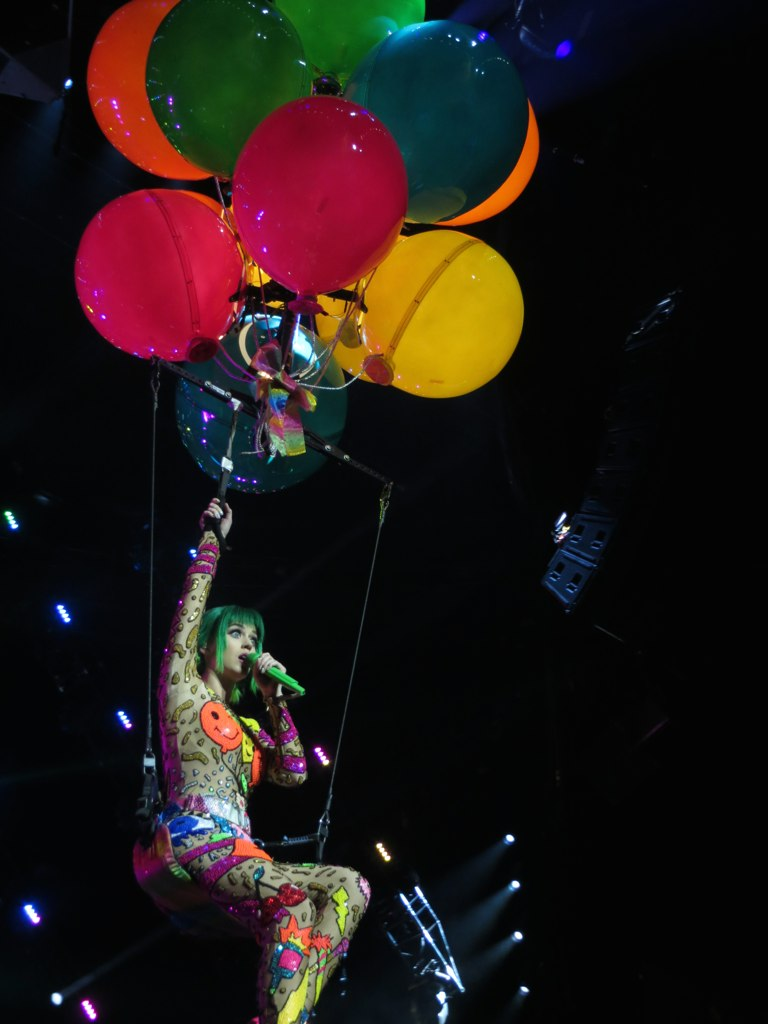
Katy performando Birthday.

No início desta seção, há um "Dance Party Megamix", realizado pelos dançarinos e backing vocals, que é uma mistura de uma seleção de músicas. Perry chega no palco vestindo um top, saia, e uma legging caracterizada por rostos sorridentes e símbolos de paz . Ela executa "Walking on Air", onde é levantada acima do palco e voa a partir de uma ponta a outra. Depois disso, ela se transforma em um yin-yang, com um vestido gigante para cantar "It Takes Two". Durante a apresentação da canção, ela é levantada do chão enquanto a metade inferior de seu vestido é inflado e ela é levantada por cabos para dar a ideia de que realmente está voando. Para concluir este ato do show, um mash-up de "This Is How We Do" e "Last Friday Night (TGIF)" é realizado com Perry e seus dançarinos andam em um carro inflável pelo palco. Um interlúdio de vídeo é reproduzido, o que mostra Perry como uma doente mental em uma sala triangular, durante o vídeo são reproduzidos trechos de "Peacock". Ela aparece no palco vestindo um sutiã e uma saia decorada com folhas de palmeira para cantar "Teenage Dream". "California Gurls" é então realizada com luzes opacas e os dançarinos movem letras que, eventualmente, recriam o Hollywood Sign. Perry sai do palco antes de reemergentes para cantar "Birthday", vestindo uma roupa decorada com balões sobre os seios, e outros itens temáticos de festas de aniversário. Durante a apresentação, Perry traz um membro da plateia cujo aniversário era exatamente na data do show, quem se senta em um trono no topo de um bolo de aniversário que gira. Katy se amarra a um elemento com vários balões ligados a ele e voa em torno de todo o público,neste momento há uma chuva de balões e confettis. Logo depois, ela sai do palco mais uma vez depois de agradecer a todos por terem participado e introduzindo os membros de sua banda.

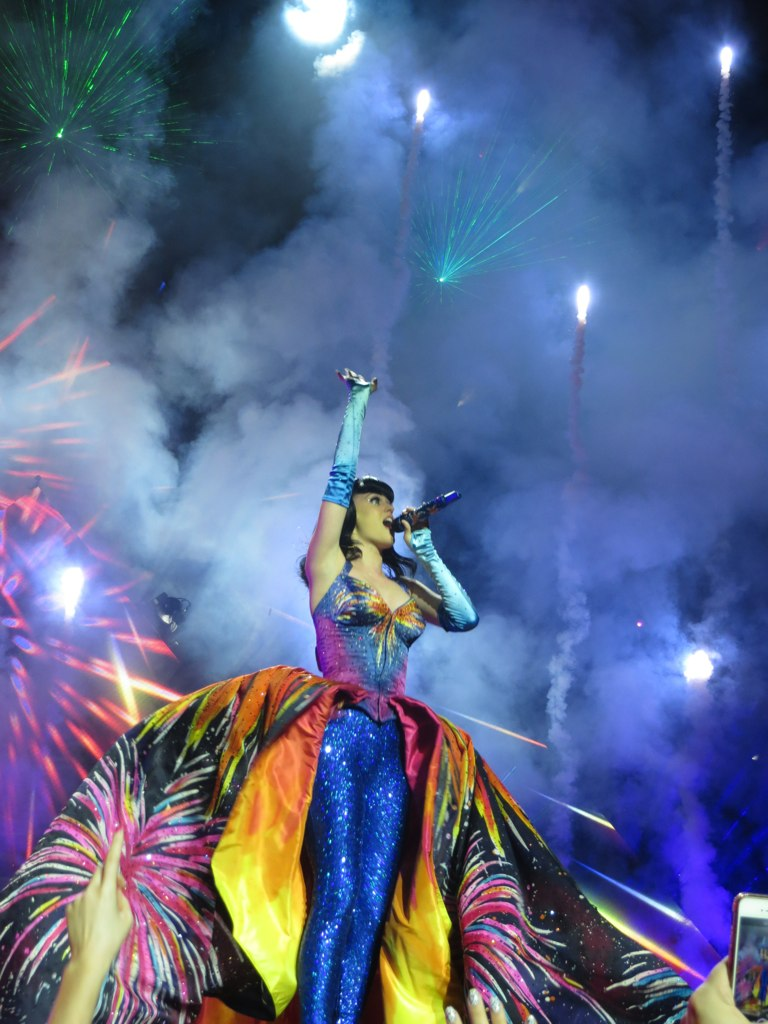
Katy durante a performance de Firework

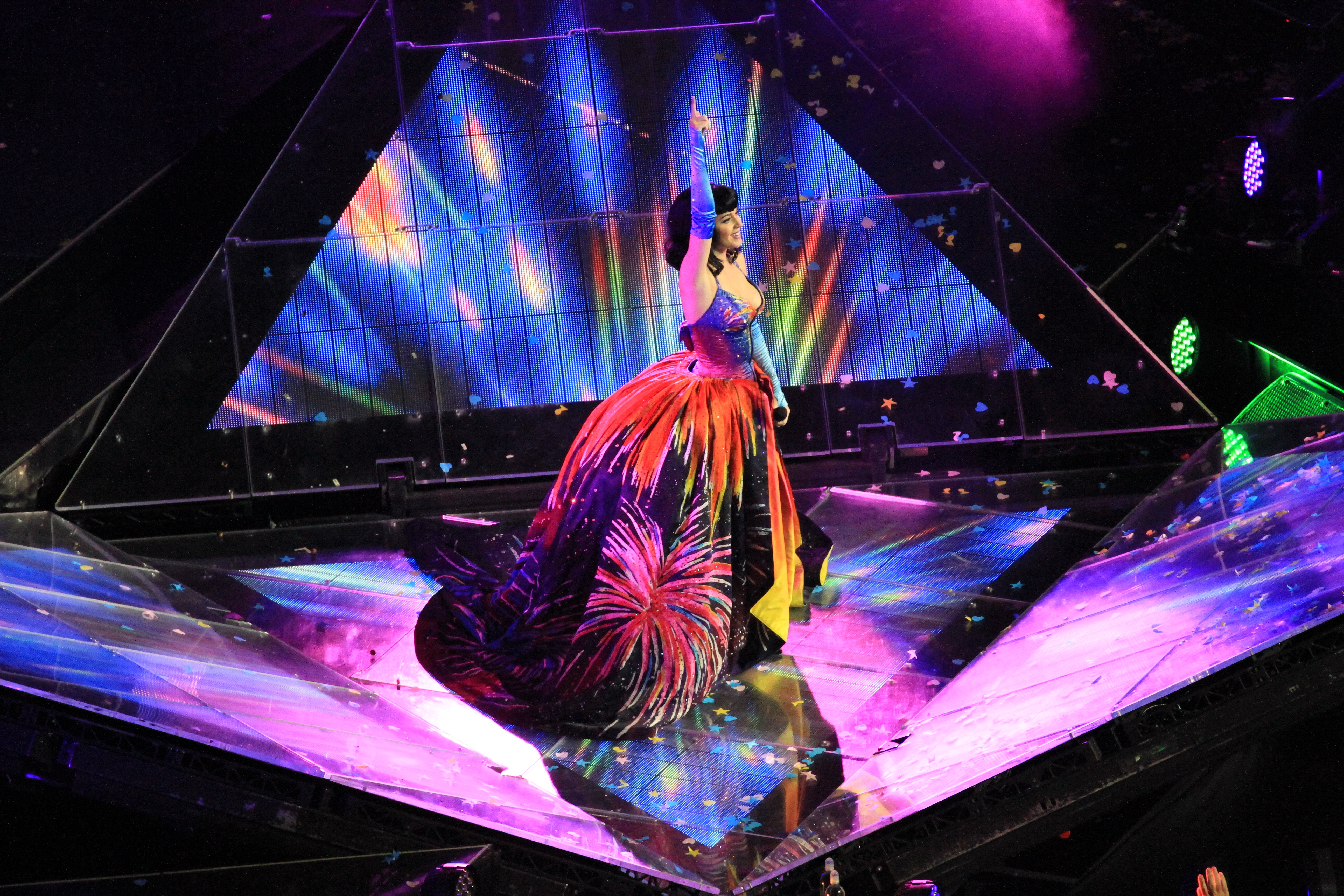
Perry finalizando o concerto.

Para o bis, um interlúdio chamado de "Prism-Vision" é reproduzido, onde o público é induzido a usar óculos 3D para se observar os efeitos especiais durante a performance de "Firework" . Perry entra no palco usando um vestido decorado com fogos de artifício e canta "Firework". Durante o clímax da canção, vários fogos de artifício explodem no palco antes de Perry terminar o show, saindo através da pirâmide que usou durante o início do show .

### Mudanças na Turnê

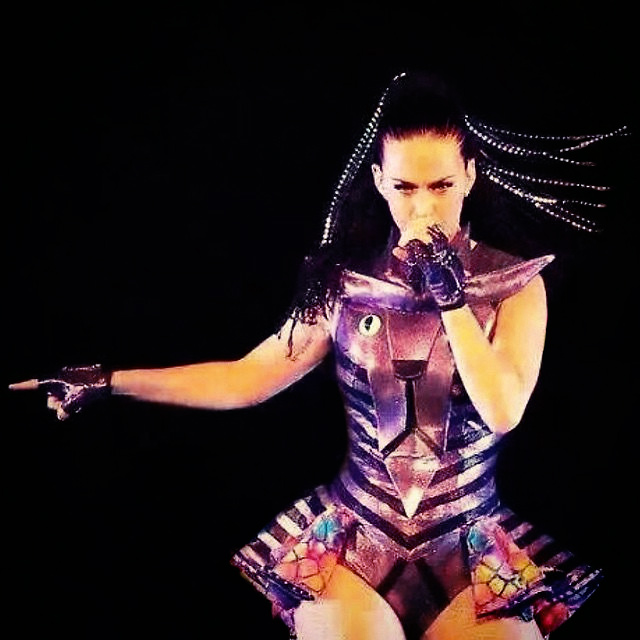
Durante as etapas asiática e latino-americana a cantora usou figurinos diferentes dos originais vistos em shows anteriores. Na fotografia, Katy estava se apresentando em Xangai, durante o bloco "Prismatic" (que abre o show).

Ao iniciar a parte asiática da Prismatic Tour, devido a questões de logística e do tamanho dos locais do show (na sua maioria estádios de futebol), Katy optou por fazer mudanças drásticas no formato do show. Essas mudanças se iniciaram com a diminuição da estrutura do palco,com a remoção do telão,do triângulo dianteiro e das passarelas laterais dando lugar a uma passarela central bem mais curta. Outras mudanças foram a exclusão do setor "Reflection Section", no qual Katy podia se aproximar mais do público, um setlist menor com a remoção de 4 músicas (This Moment/Love Me, It Takes Two, Birthday), além de figurinos mais simples.

## Atos de abertura
- Icona Pop (Reino Unido)[9]

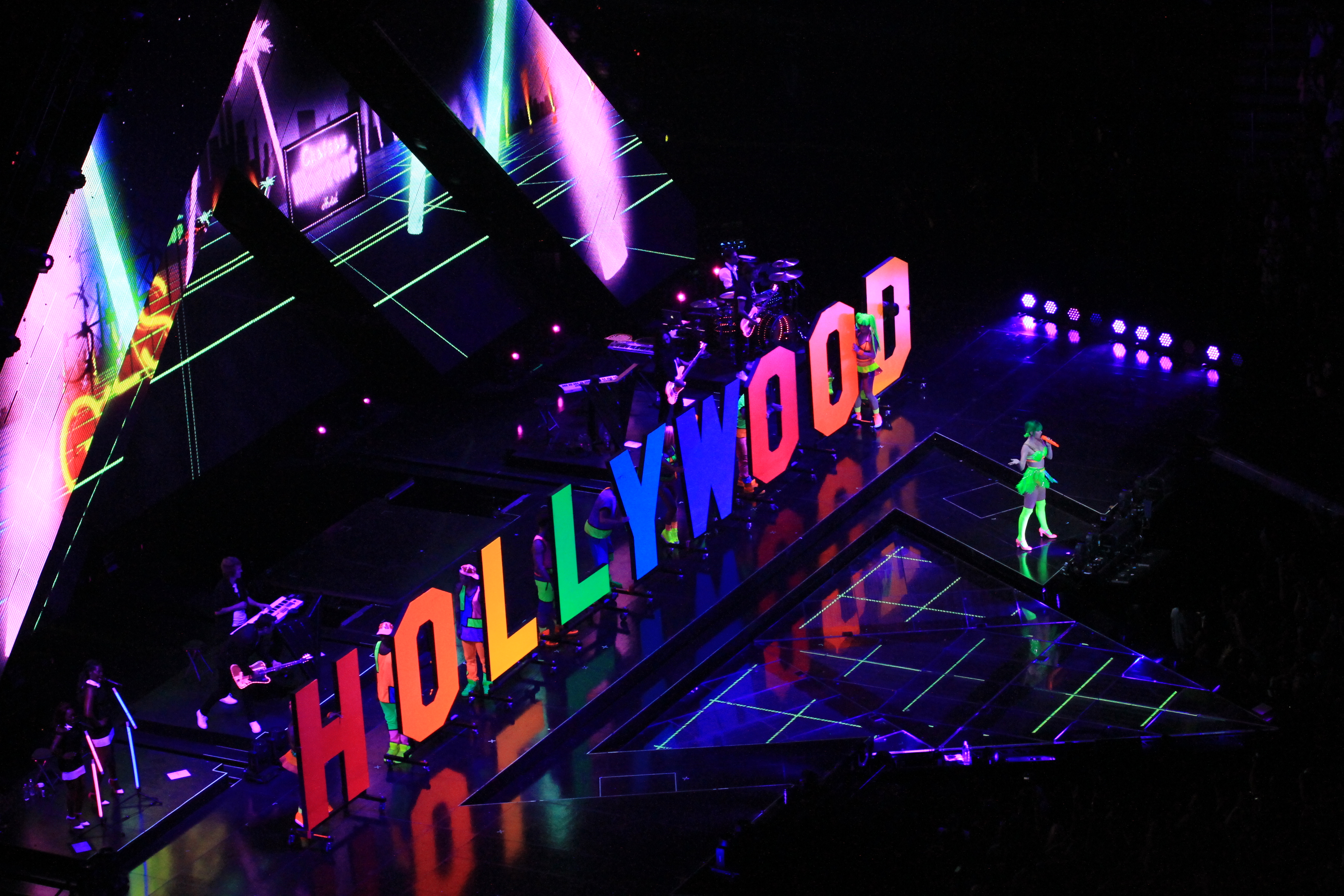
Imagem do palco durante a apresentação de California Gurls

- Capital Cities (América do Norte, em certas datas)[9]
- Ferras (América do Norte, em certas datas)[9]
- Kacey Musgraves (América do Norte, em certas datas)[9]
- Tegan and Sara (América do Norte, em certas datas)[9]
- Becky G (América do Norte, em certas datas)[9]
- Tove Lo (Oceania)[10]
- Betty Who (Oceania)[11]
- Charli XCX (Europa)[9]
- AlunaGeorge (Brasil)[12]
- Lali Espósito (Argentina)[9]
- Tinashe (América Latina, em certas datas)[13]

## Setlist
1. "Roar"
2. "Part Of Me"
3. "Wide Awake"

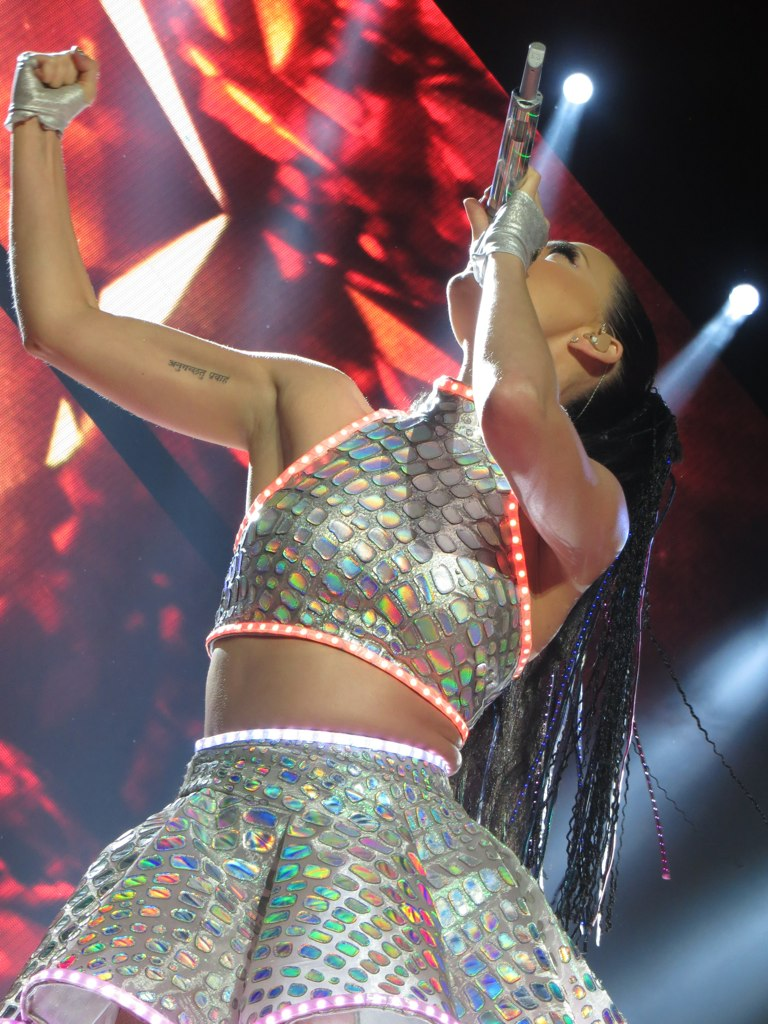
Katy performando Roar.

4. Medley: "This Moment" / "Love Me" (Não foi executada na Ásia e na segunda fase na América Latina)
5. "Dark Horse"
6. "E.T."
7. "Legendary Lovers"
8. "I Kissed a Girl"
9. "Hot n Cold"
10. Medley: "International Smile" / "Vogue"
11. "By the Grace of God"
12. Medley: "The One That Got Away" / "Thinking of You"
13. "Unconditionally"
14. "Walking On Air"
15. "It Takes Two" (Não performou na Ásia e  segunda fase da América Latina)
16. Medley: "This Is How We Do" / "Last Friday Night (T.G.I.F.)"
17. "Teenage Dream"
18. "California Gurls"
19. "Birthday" (Foi excluída para os shows na Ásia e na segunda fase na América Latina)

Bis
1. "Firework"

Notas
- Em 9 de julho de 2014, durante o concerto no Madison Square Garden em Nova Iorque, Perry cantou "Legends Never Die" com o cantor Ferras.[14]
- Em algumas apresentações na Europa, Perry cantou "Double Rainbow" antes de "Unconditionally".[15]
- Quando a Setlist saiu, mostrava que antes de Unconditionally, Katy cantaria Ghost ou Double Rainbow, dependendo do lugar em que Katy cantava. Porém apenas Double Rainbow foi cantado em poucos shows

## Datas
| Data                      | Cidade           | País             | Local                                          |
| Europa                    | Europa           | Europa           | Europa                                         |
| ------------------------- | ---------------- | ---------------- | ---------------------------------------------- |
| 7 de maio de 2014         | Belfast          | Irlanda do Norte | Odyssey Arena                                  |
| 8 de maio de 2014         | Belfast          | Irlanda do Norte | Odyssey Arena                                  |
| 10 de maio de 2014        | Newcastle        | Inglaterra       | Metro Radio Arena                              |
| 11 de maio de 2014        | Nottingham       | Inglaterra       | Capital FM Arena                               |
| 13 de maio de 2014        | Birmingham       | Inglaterra       | LG Arena                                       |
| 14 de maio de 2014        | Birmingham       | Inglaterra       | LG Arena                                       |
| 17 de maio de 2014        | Glasgow          | Escócia          | The SSE Hydro                                  |
| 18 de maio de 2014        | Glasgow          | Escócia          | The SSE Hydro                                  |
| 20 de maio de 2014        | Manchester       | Inglaterra       | Phones 4u Arena                                |
| 21 de maio de 2014        | Liverpool        | Inglaterra       | Echo Arena                                     |
| 23 de maio de 2014        | Sheffield        | Inglaterra       | Motorpoint Arena                               |
| 24 de maio de 2014        | Manchester       | Inglaterra       | Phones 4U Arena                                |
| 25 de maio de 2014[A]     | Glasgow          | Escócia          | Glasgow Green                                  |
| 27 de maio de 2014        | Londres          | Inglaterra       | The O2 Arena                                   |
| 28 de maio de 2014        | Londres          | Inglaterra       | The O2 Arena                                   |
| 30 de maio de 2014        | Londres          | Inglaterra       | The O2 Arena                                   |
| 31 de maio de 2014        | Londres          | Inglaterra       | The O2 Arena                                   |
| América do Norte          |                  |                  |                                                |
| 22 de junho de 2014       | Raleigh          | Estados Unidos   | PNC Arena                                      |
| 24 de junho de 2014       | Washington, D.C. | Estados Unidos   | Verizon Center                                 |
| 25 de junho de 2014       | Washington, D.C. | Estados Unidos   | Verizon Center                                 |
| 27 de junho de 2014       | Nashville        | Estados Unidos   | Bridgestone Arena                              |
| 28 de junho de 2014       | Atlanta          | Estados Unidos   | Philips Arena                                  |
| 30 de junho de 2014       | Tampa            | Estados Unidos   | Tampa Forum                                    |
| 2 de julho de 2014        | Sunrise          | Estados Unidos   | BB&T Center                                    |
| 3 de julho de 2014        | Miami            | Estados Unidos   | American Airlines Arena                        |
| 9 de julho de 2014        | Nova Iorque      | Estados Unidos   | Madison Square Garden                          |
| 7 de julho de 2014        | Uncasville       | Estados Unidos   | Mohegan Sun Arena                              |
| 11 de julho de 2014       | Newark           | Estados Unidos   | Prudential Center                              |
| 12 de julho de 2014       | Newark           | Estados Unidos   | Prudential Center                              |
| 15 de julho de 2014       | Montreal         | Canadá           | Bell Centre                                    |
| 16 de julho de 2014       | Ottawa           | Canadá           | Canadian Tire Centre                           |
| 18 de julho de 2014       | Toronto          | Canadá           | Air Canada Centre                              |
| 19 de julho de 2014       | Toronto          | Canadá           | Air Canada Centre                              |
| 21 de julho de 2014       | Toronto          | Canadá           | Air Canada Centre                              |
| 22 de julho de 2014       | Pittsburgh       | Estados Unidos   | Consol Energy Center                           |
| 24 de julho de 2014       | Brooklyn         | Estados Unidos   | Barclays Center                                |
| 25 de julho de 2014       | Brooklyn         | Estados Unidos   | Barclays Center                                |
| 1º de agosto de 2014      | Boston           | Estados Unidos   | TD Garden                                      |
| 2 de agosto de 2014       | Boston           | Estados Unidos   | TD Garden                                      |
| 4 de agosto de 2014       | Filadélfia       | Estados Unidos   | Wells Fargo Center                             |
| 5 de agosto de 2014       | Filadélfia       | Estados Unidos   | Wells Fargo Center                             |
| 7 de agosto de 2014       | Chicago          | Estados Unidos   | United Center                                  |
| 8 de agosto de 2014       | Chicago          | Estados Unidos   | United Center                                  |
| 10 de agosto de 2014      | Grand Rapids     | Estados Unidos   | Van Andel Arena                                |
| 11 de agosto de 2014      | Auburn Hills     | Estados Unidos   | The Palace of Auburn Hills                     |
| 13 de agosto de 2014      | Columbus         | Estados Unidos   | Nationwide Arena                               |
| 14 de agosto de 2014      | Cleveland        | Estados Unidos   | Quicken Loans Arena                            |
| 16 de agosto de 2014      | Louisville       | Estados Unidos   | KFC Yum! Center                                |
| 17 de agosto de 2014      | St. Louis        | Estados Unidos   | Scottrade Center                               |
| 19 de agosto de 2014      | Kansas City      | Estados Unidos   | Sprint Center                                  |
| 20 de agosto de 2014      | Lincoln          | Estados Unidos   | Pinnacle Bank Arena                            |
| 22 de agosto de 2014      | Minneapolis      | Estados Unidos   | Target Center                                  |
| 23 de agosto de 2014      | Fargo            | Estados Unidos   | Fargodome                                      |
| 26 de agosto de 2014      | Winnipeg         | Canadá           | MTS Centre                                     |
| 28 de agosto de 2014      | Saskatoon        | Canadá           | Credit Union Centre                            |
| 29 de agosto de 2014      | Calgary          | Canadá           | Scotiabank Saddledome                          |
| 31 de agosto de 2014      | Edmonton         | Canadá           | Rexall Place                                   |
| 1º de setembro de 2014    | Edmonton         | Canadá           | Rexall Place                                   |
| 9 de setembro de 2014     | Vancouver        | Canadá           | Rogers Arena                                   |
| 10 de setembro de 2014    | Vancouver        | Canadá           | Rogers Arena                                   |
| 12 de setembro de 2014    | Portland         | Estados Unidos   | Moda Center                                    |
| 13 de setembro de 2014    | Tacoma           | Estados Unidos   | Tacoma Dome                                    |
| 16 de setembro de 2014    | Anaheim          | Estados Unidos   | Honda Center                                   |
| 17 de setembro de 2014    | Anaheim          | Estados Unidos   | Honda Center                                   |
| 19 de setembro de 2014    | Los Angeles      | Estados Unidos   | Staples Center                                 |
| 20 de setembro de 2014    | Los Angeles      | Estados Unidos   | Staples Center                                 |
| 22 de setembro de 2014    | San José         | Estados Unidos   | SAP Center                                     |
| 23 de setembro de 2014    | San José         | Estados Unidos   | SAP Center                                     |
| 25 de setembro de 2014    | Glendale         | Estados Unidos   | Jobing.com Arena                               |
| 26 de setembro de 2014    | Las Vegas        | Estados Unidos   | MGM Grand Garden Arena                         |
| 29 de setembro de 2014    | Salt Lake City   | Estados Unidos   | EnergySolutions Arena                          |
| 30 de setembro de 2014    | Denver           | Estados Unidos   | Pepsi Center                                   |
| 2 de outubro de 2014      | Dallas           | Estados Unidos   | American Airlines Center                       |
| 3 de outubro de 2014      | Dallas           | Estados Unidos   | American Airlines Center                       |
| 5 de outubro de 2014      | Memphis          | Estados Unidos   | FedExForum                                     |
| 6 de outubro de 2014      | Tulsa            | Estados Unidos   | BOK Center                                     |
| 8 de outubro de 2014      | Nova Orleans     | Estados Unidos   | New Orleans Arena                              |
| 10 de outubro de 2014     | Houston          | Estados Unidos   | Toyota Center                                  |
| 11 de outubro de 2014     | Houston          | Estados Unidos   | Toyota Center                                  |
| 14 de outubro de 2014     | Monterrey        | México           | Monterrey Arena                                |
| 15 de outubro de 2014     | Monterrey        | México           | Monterrey Arena                                |
| 17 de outubro de 2014     | Cidade do México | México           | Palacio de los Deportes                        |
| 18 de outubro de 2014     | Cidade do México | México           | Palacio de los Deportes                        |
| Oceania                   |                  |                  |                                                |
| 7 de novembro de 2014     | Perth            | Austrália        | Perth Arena                                    |
| 8 de novembro de 2014     | Perth            | Austrália        | Perth Arena                                    |
| 11 de novembro de 2014    | Adelaide         | Austrália        | Adelaide Entertainment Centre                  |
| 12 de novembro de 2014    | Adelaide         | Austrália        | Adelaide Entertainment Centre                  |
| 14 de novembro de 2014    | Melbourne        | Austrália        | Rod Laver Arena                                |
| 15 de novembro de 2014    | Melbourne        | Austrália        | Rod Laver Arena                                |
| 18 de novembro de 2014    | Melbourne        | Austrália        | Rod Laver Arena                                |
| 19 de novembro de 2014    | Melbourne        | Austrália        | Rod Laver Arena                                |
| 21 de novembro de 2014    | Sydney           | Austrália        | Allphones Arena                                |
| 22 de novembro de 2014    | Sydney           | Austrália        | Allphones Arena                                |
| 24 de novembro de 2014    | Sydney           | Austrália        | Allphones Arena                                |
| 25 de novembro de 2014    | Sydney           | Austrália        | Allphones Arena                                |
| 27 de novembro de 2014    | Brisbane         | Austrália        | Brisbane Entertainment Centre                  |
| 28 de novembro de 2014    | Brisbane         | Austrália        | Brisbane Entertainment Centre                  |
| 30 de novembro de 2014    | Brisbane         | Austrália        | Brisbane Entertainment Centre                  |
| 1 de dezembro de 2014     | Brisbane         | Austrália        | Brisbane Entertainment Centre                  |
| 4 de dezembro de 2014     | Melbourne        | Austrália        | Rod Laver Arena                                |
| 6 de dezembro de 2014     | Melbourne        | Austrália        | Rod Laver Arena                                |
| 7 de dezembro de 2014     | Melbourne        | Austrália        | Rod Laver Arena                                |
| 10 de dezembro de 2014    | Melbourne        | Austrália        | Rod Laver Arena                                |
| 12 de dezembro de 2014    | Sydney           | Austrália        | Allphones Arena                                |
| 13 de dezembro de 2014    | Sydney           | Austrália        | Allphones Arena                                |
| 15 de dezembro de 2014    | Brisbane         | Austrália        | Brisbane Entertainment Centre                  |
| 19 de dezembro de 2014    | Auckland         | Nova Zelândia    | Vector Arena                                   |
| 20 de dezembro de 2014    | Auckland         | Nova Zelândia    | Vector Arena                                   |
| Europa                    |                  |                  |                                                |
| 16 de fevereiro de 2015   | Barcelona        | Espanha          | Palau Sant Jordi                               |
| 17 de fevereiro de 2015   | Montpellier      | França           | Park&Suites Arena                              |
| 20 de fevereiro de 2015   | Lyon             | França           | Halle Tony Garnier                             |
| 21 de fevereiro de 2015   | Milão            | Itália           | Mediolanum Forum                               |
| 23 de fevereiro de 2015   | Praga            | Chéquia          | O2 Arena                                       |
| 24 de fevereiro de 2015   | Cracóvia         | Polónia          | Krakow Arena                                   |
| 26 de fevereiro de 2015   | Viena            | Áustria          | Wiener Stadthalle                              |
| 27 de fevereiro de 2015   | Bratislava       | Eslováquia       | Slovnaft Arena                                 |
| 1 de março de 2015        | Zurique          | Suíça            | Hallenstadion                                  |
| 2 de março de 2015        | Munique          | Alemanha         | Olympiahalle                                   |
| 4 de março de 2015        | Antuérpia        | Bélgica          | Sportpaleis                                    |
| 5 de março de 2015        | Colônia          | Alemanha         | Lanxess Arena                                  |
| 7 de março de 2015        | Herning          | Dinamarca        | Jyske Bank Boxen                               |
| 9 de março de 2015        | Amsterdã         | Países Baixos    | Ziggo Dome                                     |
| 10 de março de 2015       | Amsterdã         | Países Baixos    | Ziggo Dome                                     |
| 12 de março de 2015       | Hamburgo         | Alemanha         | O2 World                                       |
| 13 de março de 2015       | Berlim           | Alemanha         | O2 World                                       |
| 15 de março de 2015       | Riga             | Letônia          | Arena Riga                                     |
| 19 de março de 2015       | Helsinque        | Finlândia        | Hartwall Arena                                 |
| 20 de março de 2015       | Oslo             | Noruega          | Telenor Arena                                  |
| 22 de março de 2015       | Estocolmo        | Suécia           | Ericsson Globe                                 |
| Ásia                      |                  |                  |                                                |
| 18 de abril de 2015       | Guangzhou        | China            | Guangzhou Sports Arena                         |
| 21 de abril de 2015       | Shangai          | China            | Mercedes-Benz Arena                            |
| 22 de abril de 2015       | Shangai          | China            | Mercedes-Benz Arena                            |
| 25 de abril de 2015       | Tóquio           | Japão            | Tokyo Metropolitan Gynasium                    |
| 26 de abril de 2015       | Tóquio           | Japão            | Tokyo Metropolitan Gynasium                    |
| 28 de abril de 2015       | Taipei           | Taiwan           | Taipei Arena                                   |
| 1 de maio de 2015         | Macau            | Macau            | Cotai Arena                                    |
| 2 de maio de 2015         | Macau            | Macau            | Cotai Arena                                    |
| 7 de maio de 2015         | Manila           | Filipinas        | Philippine Arena                               |
| 9 de maio de 2015         | Jacarta          | Indonésia        | Indonésia Convention Exhibition                |
| 11 de maio de 2015        | Singapura        | Singapura        | Singapore Indoor Stadium                       |
| 14 de maio de 2015        | Bangkok          | Tailândia        | IMPACT Arena                                   |
| América Latina            |                  |                  |                                                |
| 22 de setembro de 2015    | Lima             | Peru             | Jockey Club del Perú (Hipódromo de Monterrico) |
| 25 de setembro de 2015    | São Paulo        | Brasil           | Allianz Parque                                 |
| 27 de setembro de 2015[B] | Rio de Janeiro   | Brasil           | Parque dos Atletas                             |
| 29 de setembro de 2015    | Curitiba         | Brasil           | Pedreira Paulo Leminski                        |
| 3 de outubro de 2015      | Buenos Aires     | Argentina        | Hipódromo de Palermo                           |
| 6 de outubro de 2015      | Santiago         | Chile            | Estádio Nacional de Chile                      |
| 9 de outubro de 2015      | Bogotá           | Colômbia         | Parque Deportivo 222                           |
| 12 de outubro de 2015     | San Juan         | Porto Rico       | José Miguel Agrelot Coliseum                   |
| 15 de outubro de 2015     | Cidade do Panamá | Panamá           | Plaza Figali                                   |
| 18 de outubro de 2015     | Alajuela         | Costa Rica       | Parque Viva                                    |

Festivais e outros concertos
A Este show fez parte do "Radio 1's Big Weekend 2014"
B Este show faz parte do "Rock in Rio (2015)"

## Registro
A turnê teve shows gravados profissionalmente durante os dias 12 e 13 de dezembro de 2014, na Allphones Arena em Sydney. A filmagem deu origem à um especial televisionado pelo canal norte-americano Epix (que também foi responsável por transmitir a Femme Fatale Tour de Britney Spears em 2011 e a MDNA World Tour de Madonna em 2013), no dia 28 de março de 2015, intitulado "The Prismatic World Tour". O lançamento em dvd e blu-ray foi confirmado pela própria cantora na premiere da transmissão e 6 meses após pela Capitol Records, e  chegou às lojas no dia 30 de outubro do mesmo ano. A capa e data de lançamento foram divulgadas no dia 15 de agosto, pelo site da amazon.com, com o nome: "The Prismatic World Tour Live".